# Sophie Alberti

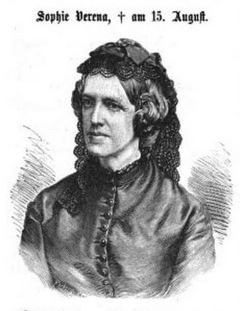
Sophie Alberti

Sophie Alberti (geb. Mödinger; * 5. August 1826 in Potsdam; † 15. August 1892 ebenda) war eine deutsche Schriftstellerin. Sie veröffentlichte auch unter dem Pseudonym Sophie Verena.

## Leben

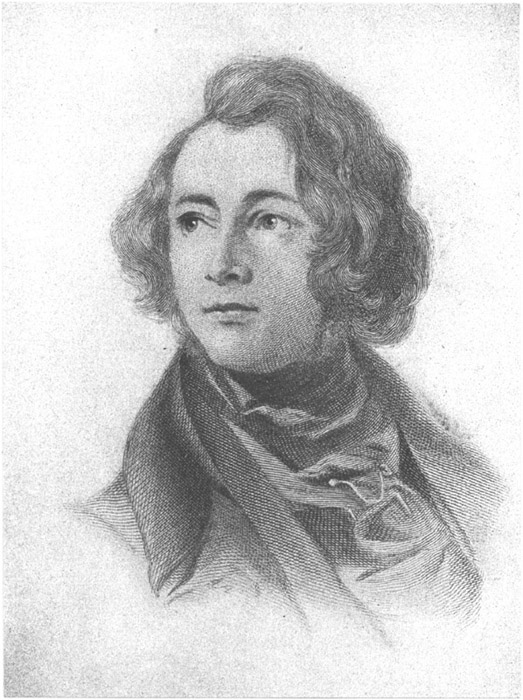
Porträt von Charles Dickens. Stich nach dem Gemälde (sogen. Nickleby-Portrait) von Daniel Maclise aus dem Jahr 1841, das Sophie Alberti bekannt war.

Sophie Alberti wurde als Tochter des Geheimrats Mödlinger in Potsdam geboren. Sie erhielt eine sehr gute Erziehung und interessierte sich schon früh für die Kunst und die Poesie. Mit sieben Jahren schrieb Sophie Alberti ihr erstes Gedicht, im Alter von neun Jahren verfasste sie ein kurzes Lustspiel und im Alter von 13 Jahren schrieb sie ihre erste Novelle in französischer Sprache. Ihre erste Veröffentlichung war 1856 die Novelle „Else“, die von der Kritik positiv aufgenommen wurde.
Die Novelle war Charles Dickens gewidmet, dessen Werk „David Copperfield“ Sophie Alberti sehr schätzte. Sie stand im Zuge der Veröffentlichung ihres literarischen Debüts mit Charles Dickens in brieflichem Kontakt, der sich über die Widmung hocherfreut zeigte:
To be associated in that way with the first production of so fervent a head and heart as yours must be, is a high grace and privilege. Whatever my deserts and claims to it may be, at least no man could possibly prize it more.
Charles Dickens zeigte sich nach Zusendung des Buches im April 1856 stolz, in Verbindung mit dem Buch gebracht worden zu sein.
Weitere Veröffentlichungen Sophie Albertis wurden von der Kritik positiv aufgenommen, erschienen in mehreren Auflagen und wurden sogar in mehrere Sprachen, u. a. Englisch, Dänisch und Polnisch übersetzt. Die meisten Werke erschienen dabei unter ihrem Pseudonym Sophie Verena. Sophie Alberti war auch als Übersetzerin tätig und veröffentlichte zahlreiche Werke Dinah Maria Mulock Craiks ins Deutsche. Ein Werk des Schriftstellers Henry Mayhew bearbeitete sie frei.
Im Jahr 1866 heiratete Sophie Mödlinger in Potsdam den Schulrat Robert Alberti, der jedoch bereits 1870 verstarb. Die Ehe blieb kinderlos. Potsdam verließ Sophie Alberti als Witwe nur noch für kürzere Erholungsreisen. Bis zu ihrem Tod 1892 verfasste sie auch Literatur für Kinder. Im Literaturbetrieb ihrer Zeit galt sie als bewährte und beliebte Kraft auf dem Gebiet der Frauenliteratur [...], ein liebenswürdiges und fleißiges Talent.

## Werke

### Romane und Erzählungen
- Else. Novelle. Duncker, Berlin 1856. (Digitalisat)
- Ein Sohn des Südens. Roman. 2 Bände. Costenoble, Leipzig 1859. (Digitalisat Band 1)
- Lucrezia (1861)
- Photographieen des Herzens. Novellen und Erzählungen. 3 Bände. Berlin 1863.
- Es ist nicht richtig. Historische Erzählung aus dem Leben Friedrich's des Großen von Sophie Verena. Janke, Berlin 1865.
- Über alles die Pflicht. Roman. 3 Bände. Janke, Berlin 1870. (Digitalisat Band 1), (Band 2), (Band 3)
- Aus allen Kreisen. Erzählungen und Novellen. 3 Bände. Janke, Berlin 1873. (Digitalisat Band 1), (Band 2), (Band 3)
- Altes und Neues. Novellen und Erzählungen. (Enthält die Erzählungen Im Hafen, Namenlos, Nur bürgerlich und Königin der Nacht) Müller, Berlin 1879.
- Von allen Zweigen. Neuere lyrische Dichtungen ausgewählt von Sophie Verena. Müller, Berlin 1883. 3. Aufl. 1894. (Digitalisat)
- Mädchen-Geschicke (1883)[4]
- Gedankenvoll. Aussprüche von Dichtern und Denkern. Müller, Berlin 1885.
- In der Weihnachtszeit (Erzählung, 1887)
- Daheim und draussen. Erzählung für junge Mädchen (1891)[5]

### Übersetzungen
- Henry Mayhew – Aus der Pension. Frei nach dem englischen des H. Mayhew (1858)
- Dinah Maria Mulock Craik – John Halifax, Gentleman. Aus dem Engl. d. Mrs. Craik (1861)
- [Dinah Maria Mulock Craik] – Leben um Leben. Von der Verfasserin von „John Halifax“. Aus dem Englischen von Sophie Verena (1861)
- [Dinah Maria Mulock Craik] – Herrin und Dienerin: Eine Erzählung aus dem häuslichen Leben von der Verfasserin von „John Halifax“. Aus dem Englischen von Sophie Verena (1863)
- [Dinah Maria Mulock Craik] – Der Frauen Königreich. Eine Liebesgeschichte von der Verfasserin von „John Halifax“. Aus dem Englischen von Sophie Verena (1869)
- Dinah Maria Mulock Craig – Ein muthiges Weib (1870)
- [Dinah Maria Mulock Craik] – Hannah: Von der Verfasserin von „John Halifax, Gentleman“. Aus dem Englischen von Sophie Verena (1873)
- Bret Harte – Das Glück von Hearing Camp (1873)